# Distrito de Vásárosnamény
El distrito de Vásárosnamény (húngaro: Vásárosnaményi járás) es un distrito húngaro perteneciente al condado de Szabolcs-Szatmár-Bereg.
En 2013 tiene 38 363 habitantes. Su capital es Vásárosnamény.

## Municipios
El distrito tiene 2 ciudades (en negrita), un pueblo mayor (en cursiva) y 25 pueblos
(población a 1 de enero de 2013):
- Aranyosapáti (2041)
- Barabás (846)
- Beregdaróc (842)
- Beregsurány (631)
- Csaroda (580)
- Gelénes (569)
- Gemzse (846)
- Gulács (870)
- Gyüre (1200)
- Hetefejércse (316)
- Ilk (1237)
- Jánd (747)
- Kisvarsány (1035)
- Lónya (772)
- Márokpapi (470)
- Mátyus (261)
- Nagyvarsány (1484)
- Nyírmada (4284)
- Olcsva (648)
- Pusztadobos (1455)
- Tákos (357)
- Tarpa (2164)
- Tiszaadony (664)
- Tiszakerecseny (970)
- Tiszaszalka (866)
- Tiszavid (524)
- Vámosatya (578)
- Vásárosnamény (8831) – la capital